# Modra (Tschad)
Modra ist eine Oase im Norden des Tschad in der Provinz Tibesti, etwa 150 km südöstlich von Bardaï. Modra liegt wenige Kilometer südlich des Modra-Passes (Col de Modra), der den Süden des Tibesti mit dem Enneri Yebbigué im Norden verbindet. Mit 1741 m über dem Meeresspiegel gehört Modra zu den höchstgelegenen Siedlungen im Tibesti.
Modra wird im Buch Up and About (2015) des Extrembergsteigers Doug Scott (Kapitel 8: Tibesti) mehrfach erwähnt.

Das Tibesti-Gebirge und seine Siedlungen. Modra liegt knapp südlich des Col de Modra